# 毛利親彦
毛利 親彦（もうり ちかひこ、文政13年（1830年） - 明治6年（1873年）1月6日）は、長州藩一門家老である阿川毛利家の14代当主。
父は毛利熙徳。正室は毛利熈頼の娘、継室は繁沢詮式の養女（佐東五衛の娘）。子は寛、倫亮、ツネ（毛利徳正夫人）、タヅ（宍戸徳祐夫人）、ユリ（毛利祥久夫人）ら。通称は山三郎、主計、伊勢。初名は毛利倫周、のち藩主・毛利慶親（のちの敬親）より偏諱を受けて毛利親倫、さらに親彦と改名した。

## 生涯
文政13年（1830年）、一門毛利熙徳の子として生まれる。天保9年（1838年）、父の死去により家督を相続し、阿川領主となる。
加判役（家老）として藩主・毛利敬親に仕え、前述の通りその1字を授かった。弘化2年（1845年）、阿川八幡宮を修復した。弘化4年（1847年）、孝明天皇即位式の祝賀使を務めた。文久3年（1863年）、隠居して家督を嫡男の親経（寛）に譲った。元治元年（1864年）、藩内の保守派（俗論派）が政権を取ると加判役となるが、慶応元年（1865年）、革新派への政権交代で更迭された。慶応3年（1867年）、寛が病を理由に隠居したため再襲した。明治6年（1873年）死去。享年44。
死後、阿川毛利下屋敷があった萩市椿東に葬られていたが、2023年（令和5年）に下関市豊北町阿川の阿川毛利家墓所の一角に新たに墓所が設けられ移された。